# Seyoung Kim
Seyoung Kim (hangŭl (김세영, Kim Se-Young?); 17 dicembre 1973) è una fumettista sudcoreana.
Autrice di manwha sunjong, spesso con tematica shōnen'ai.

## Opere
- The Beast and Harrian (야수와 헤르헨) (2001)
- Il principesso (Kiss me 프린세스) (2002)
- Devil's bride (악마의 신부 만들기) (2007)
- Sweet Blood (달콤한 피) (2011)